# Magnus Erlendsson
Magnus Erlendsson, född omkring 1080, död 1115, var jarl av Orkneyöarna från 1108 till 1115. Han var son till Orkey-jarlen Erlend Torfinnsson. Magnus fick jarladömet över halva Orkneyöarna av kung Öystein. Magnus syskonbarn Håkon Pålsson styrde den andra halvan. De kom snart i konflikt med varandra. Vid ett förlikningsmöte 1115 dödades Magnus. Efter en tid började det gå rykten om underverk vid Magnus grav. Han blev helgonförklarad 1135. Sankt Magnuskatedralen i Kirkwall är byggd till hans minne. Vid London Bridge i London finns kyrkan St Magnus the Martyr. I Norden räknas Sankt Magnus som ett norskt helgon, utanför Norden som ett skotskt.

## Sankt Magnus - Sankt Mogens - Sankt Måns
En dansk benämning på Sankt Magnus (som är latin och betyder "den store") är Sankt Mogens. I de tidigare danska provinserna Skåne och Blekinge är flera rivna kyrkor och andra platser uppkallade efter Sankt Mogens som försvenskat blev Sankt Måns eller S:t Måns. Dit hör Sankt Månsgatan i Lund, belägen mellan kvarteret Sankt Måns och kvarteret Billegården. Gatan går mellan Stålbrogatan och Svanegatan. I nordligaste delen av kvarteret Svanelyckan 1 låg under medeltiden Sankt Måns kyrka med omgivande kyrkogård.  Sankt Måns i Lund var före reformationen en egen församling som 1536 införlivades i Lunds domkyrkoförsamling. Sankt Måns kyrka (Sankt Magnus kyrka) uppfördes under 1100-talet.
Sannolikt är Sankt Måns kyrka i Lund uppkallad efter den Sankt Magnus som var jarl av Orkneyöarna. En annan kandidat är den helige Magnus av Anagni i Syditalien. Han var biskop och led martyrdöden omkring år 250 under kejsar Decius.
I Lund finns också Sankt Månslyckan, en åkerlycka som sedan 1907 är koloniområde.
En föregångare till Torhamns kyrka i Blekinge var den på 1200-talet uppförda Sankt Måns kyrka. I närheten fanns Sankt Måns källa. Idag finns en väg med namnet Sankt Måns väg i Torhamn.
En av Danmarks äldsta gator är Sct Mogens gade i Viborg, Danmark. Bland de tolv stenkyrkor som under 1100-talet uppfördes i Viborg fanns en Sankt Mogens Kirke.

## Bevarat musikstycke till Sankt Magnus ära
Till Sankt Magnus ära finns ett flerstämmigt musikstycke bevarat, Nobilis humilis. Det är skrivet på 1100-talet och förvaras idag i Uppsala. Nobilis humilis kan vara det äldsta bevarade musikstycket från Norden.